# No Limit
No Limit (2012-2015) – francuski serial sensacyjny stworzony przez Luca Bessona i Francka Philippona. Wyprodukowany przez EuropaCorp Television.
Premiera serialu miała miejsce w Belgii 5 listopada 2012 roku na belgijskim kanale RTL-TVI, a dziesięć dni później 15 listopada 2012 roku we Francji na antenie TF1. W Polsce premiera serialu odbyła się 29 stycznia 2014 roku na antenie AXN. Obecnie serial nadawany na kanale Nowa TV.

## Fabuła
Serial opowiada o losach Vincenta Libérati (Vincent Elbaz), jednego z najlepszych agentów francuskiego kontrwywiadu, który pewnego dnia dowiaduje się, że jest śmiertelnie chory. Aby zakończyć karierę, mężczyzna postanawia spędzić resztę życia z rodziną w Marsylii. Nieoczekiwanie byli szefowie składają Vincentowi ryzykowną propozycję. Oferują eksperymentalny lek, który daje szansę na uratowanie życia w zamian za realizację zadania w szeregach elitarnej grupy agentów, walczących ze zorganizowaną przestępczością.

## Obsada
- Vincent Elbaz jako Vincent Libérati
- Anne Girouard jako komisarz Juliette Lambert, siostra Vincenta
- Hélène Seuzaret jako Alexandra, eksżona Vincenta
- Sarah Brannens jako Lola Libérati, piętnastoletnia córka Vincenta
- Christian Brendel jako pułkownik De Boissieu
- Philippe Hérisson jako Bertrand Rey, narzeczony Alexandry
- Vanessa Guide jako Marie Dulac
- Damien Jouillerot jako Tony Massart

## Spis odcinków
| Światowa premiera | Polska premiera | N/o | Angielski tytuł |
| ----------------- | --------------- | --- | --------------- |
|                   |                 |     |                 |
| SERIA PIERWSZA    |                 |     |                 |
|                   |                 |     |                 |
| 05.11.2012        | 29.01.2014      | 01  | Episode 1       |
|                   |                 |     |                 |
| 05.11.2012        |                 | 02  | Episode 2       |
|                   |                 |     |                 |
| 12.11.2012        |                 | 03  | Episode 3       |
|                   |                 |     |                 |
| 12.11.2012        |                 | 04  | Episode 4       |
|                   |                 |     |                 |
| 19.11.2012        |                 | 05  | Episode 5       |
|                   |                 |     |                 |
| 19.11.2012        |                 | 06  | Episode 6       |
|                   |                 |     |                 |